# Romelia Alarcón Folgar

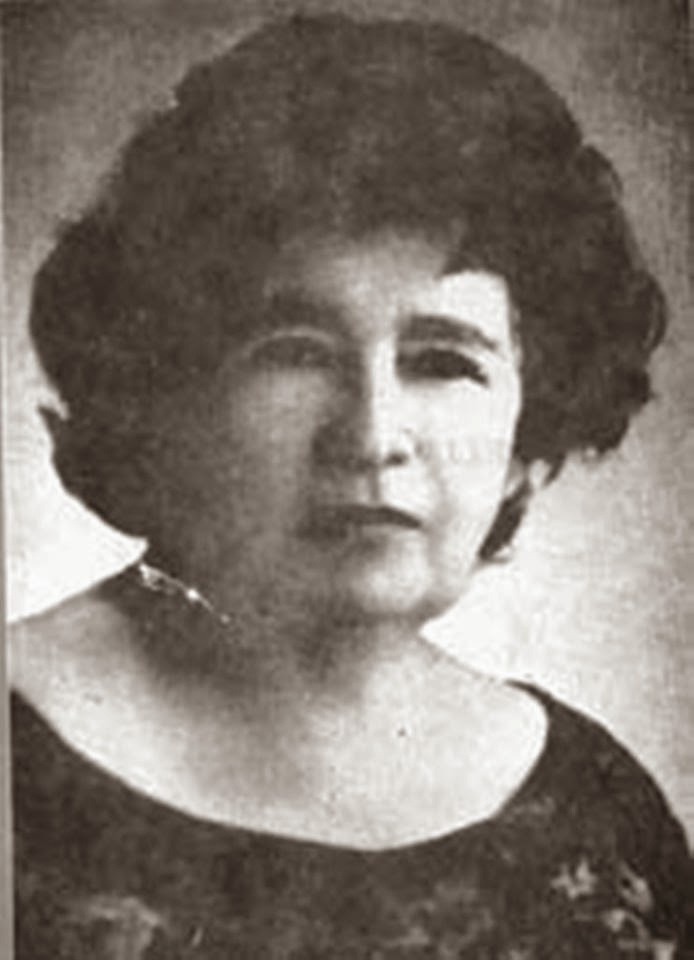
Romelia Alarcón Folgar, ca. 1945

Romelia Alarcón Folgar, geborene Romelia Alarcón Barrios (* 27. Oktober 1900 in Cobán, Departamento Alta Verapaz; † 19. Juli 1971 in Guatemala-Stadt) war eine guatemaltekische Dichterin, Journalistin und Suffragette. Viele ihrer Themen hatten mit der Umwelt und den Rechten der Frauen zu tun. Sie gilt als eine der bedeutendsten Dichterinnen Guatemalas im 20. Jahrhundert.

## Leben
Alarcón wurde als Tochter von María Barrios Noriega und Salvador Alarcón geboren. Sie heiratete Domingo Folgar Garrido und hatte sieben Kinder. Mit dem Schreiben begann sie erst, nachdem sie ihre Familie großgezogen hatte, und alle ihre Werke tragen ihren Nachnamen nach der Verheiratung. Durch ihre Beziehungen zu Intellektuellen und Künstlern konnte sie trotz fehlender formaler Ausbildung eine Karriere als Journalistin und Dichterin machen und wurde zu einer der wichtigsten guatemaltekischen Dichterinnen des 20. Jahrhunderts. Inspiriert von den Erfolgen der Frauen in England, Frankreich und den Vereinigten Staaten schloss sich Alarcón 1945 mit Laura Bendfeldt, María Albertina Gálvez, Clemencia de Herrarte, Gloria Menéndez Mina, Adriana de Palarea, Graciela Quan und Magdalena Spínola  zum Comité Pro-Ciudadanía zusammen, um für das Frauenwahlrecht in Guatemala zu kämpfen.
Alarcón Folgar arbeitete als Journalistin für den Hörfunk und veröffentlichte in Zeitungen und Magazinen, Sie gründete die Revista Minuto und unternahm als Herausgeberin der Revista Pan-Americana internationale Reisen. Zu ihren Lebzeiten veröffentlichte sie dreizehn Bücher, und nach ihrem Tod gab eine ihrer Töchter zwei weitere Bücher heraus. 1938 begann sie mit dem Buch Llamaradas  („Aufflammen“) Gedichte zu veröffentlichen. Darin spricht sie als frühe Umweltschützerin von der Verpflichtung, die Natur zu bewahren, um die mestizische Bevölkerung zu schützen. Im Gegensatz zu späteren Gedichten, die für ihre sozialen Kommentare bekannt sind, wird die Sammlung in Llamarades durch das zentrale Thema des Schutzes des Weltenbaums der Maya bestimmt. Einige ihrer frühen Werke befassen sich mit häuslichen Themen, die nicht in den Rahmen dessen fielen, was in der Poesie der damaligen Zeit erwartet wurde. Spätere Werke prangerten die Stellung der Frau in der Gesellschaft und den Mangel an Freiheit an, und in ihren letzten Werken beklagte sie ihre Unsichtbarkeit und ihr Unbehagen darüber, dass die Welt um sie herum sie nicht verstand, sondern nur die Dinge, die sie repräsentierten.
Alarcón Folgar starb 1971 und wurde auf dem Cementerio General in Guatemala-Stadt beigesetzt.

## Veröffentlichungen (Auswahl)
Lyrik
- 1938 Plaquetes
- 1938 Llamaradas
- 1944 Cauce
- 1944 Clima verde en dimensión de angustia
- 1954 Isla de novilunios
- 1957 Viento de colores
- 1958 Día vegetal
- 1959 Vigilia blanca
- 1961 Claridad
- 1963 Poemas de la vida simple
- 1964 Sin brújula
- 1964 Plataforma de cristal
- 1966 Pasos sobre la yerba
- 1967 Casa de pájaros
- 1970 Tránsito terrestre
- 1972 Tiempo inmóvil
- 1976 Más allá de la voz
- 1976 El Vendedor de trinos

Kurzgeschichten
- 1950 Cuentos de la Abuelita
- 1964 Sin brújula: cuentos
- 1968 Gusano de luz: cuentos infantiles
- 1968 Vendedor de trinos: cuentos de misterio